# Литвиновицька сільська рада
Литвиновицька сільська́ ра́да — колишній орган місцевого самоврядування у Кролевецькому районі Сумської області. Адміністративний центр — село Литвиновичі.

## Загальні відомості
- Населення ради: 952 особи (станом на 2001 рік)

## Населені пункти
Сільській раді підпорядковані населені пункти:
- с. Литвиновичі
- с. Антонівка
- с. Воргол

## Склад ради
Рада складалася з 14 депутатів та голови.
- Голова ради: Рудь Євген Миколайович
- Секретар ради: Ющенко Ніна Петрівна

### Керівний склад попередніх скликань
| Прізвище, ім'я, по батькові     | Основні відомості                                                 | Дата обрання | Дата звільнення |
| ------------------------------- | ----------------------------------------------------------------- | ------------ | --------------- |
| Медвідь Валентина Володимирівна | Сільський голова, 1955 року народження, позапартійна              | 26.03.2006   | 31.10.2010      |
| Рудь Євген Миколайович          | Сільський голова, 1981 року народження, освіта вища, безпартійний | 31.10.2010   |                 |

Примітка: таблиця складена за даними сайту Верховної Ради України